# عبدالرحمان عمادی
عبدالرحمان عمادی (زاده ۴ بهمن ۱۳۰۴ – درگذشته ۲۵ اردیبهشت ۱۳۹۸) نویسنده و پژوهشگر ایرانی بود.

## زندگی‌نامه
عمادی پس از تحصیل در مکتب‌خانه روستا، روانه رودسر، رشت و قزوین شد و تحصیلات متوسطه را در این شهرها گذراند. وی در زمان حکومت  مصدق (۱۳۳۱) موفق به دریافت لیسانس قضایی از دانشگاه تهران شد.

«عبدالرحمان عمادی» همزمان با وکالت؛ به پژوهش در مباحث ایرانشناسی روی آورد که بخشی از مقالاتش طی نیم قرن گذشته در مجلات معتبر منتشر شده‌اند.

## آثار
1. دیلمون پارسی و دیلمون پالوی نشر آموت، ۱۳۹۲
2. دماوند یا گب‌آوند نشر آموت، ۱۳۹۱
3. چندصد نام دریای خزر نشر آموت، ۱۳۹۰
4. فره گان (گزیده مقاله‌های پژوهشی)، نشر گیلکان، ۱۳۸۹
5. بی، بیه (گزیده مقاله‌های پژوهشی)، نشر گیلکان، ۱۳۸۹
6. آسمانکت (چند رسم مردمی) نشر آموت، ۱۳۸۸
7. لامداد (چند جّستار از ایران)، نشر آموت، ۱۳۸۸
8. دوازده گل بهاری (نگاهی به ادبیات دیلمی و طبری)، نشر آموت، ۱۳۸۸
9. حمزه آذرک و هرون الرشید (در آیینه دو نامه)، نشر آموت، ۱۳۸۸
10. خوزستان در نامواژه‌های آن، نشر آموت، ۱۳۸۸

## درگذشت
محقق، شاعر، وکیل و ایران‌پژوه شب چهارشنبه ۲۵ اردیبهشت ۱۳۹۸ در شهر رودسر گیلان درگذشت.